# Georg Fluckinger
Georg Fluckinger (Viena, 1 de marzo de 1955) es un deportista austríaco que compitió en luge. Participó en tres Juegos Olímpicos de Invierno entre los años 1980 y 1988, obteniendo una medalla de bronce en Lake Placid 1980 en la prueba doble.

## Palmarés internacional
| Juegos Olímpicos | Juegos Olímpicos             | Juegos Olímpicos  | Juegos Olímpicos |
| Año              | Lugar                        | Medalla           | Prueba           |
| ---------------- | ---------------------------- | ----------------- | ---------------- |
| 1980             | Lake Placid (Estados Unidos) | Medalla de bronce | Doble            |